# Holling Vincoeur
Holling Vincoeur je fikcionalni lik iz televizijske serije Život na sjeveru. Glumio ga je John Cullum.

## Fikcionalna biografija
Holling je rođen 1. siječnja 1929. (prema epizodi "Things Become Extinct") u Yukonu, a ponekad govori i o svojim uspomenama iz djetinjstva te rođacima u Quebecu. Naturalizirani je državljanin Sjedinjenih Država. Vlasnik je i upravitelj lokala The Brick, restorana koji je središnje mjesto društvenog života gradića Cicelyja na Aljaski, a vjerojatno je najracionalniji od svih glavnih likova.
Sa 62 godine na početku serije, Holling je u romantičnoj vezi sa Shelly Tambo, djevojkom koja je toliko mlada da bi mu mogla biti unuka. Shelly je u Cicely doveo Maurice Minnifield, do tada Hollingov najbolji prijatelj, koji se nadao da će je oženiti, ali se ona ubrzo zaljubila u Hollinga.
Holling je, ili je bio, stručni lovac. Nekoliko godina prije nego što je upoznao Shelly, umalo ga je usmrtio medvjed poznat kao Jesse. Jesse se pojavio u Hollingovu snu sa svim životinjama koje je ubio, nakon čega se zakleo da nikad više neće loviti zbog neravnopravnog odnosa. Nakon toga je nastavio odlaziti u divljinu, ali ovaj put samo kako bi snimao životinje fotoaparatom.
Poznat po svojoj staloženosti i odmjerenosti pri odlukama, Holling tijekom većine serije drži ured gradonačelnika, iako to i nije neka velika obveza s obzirom na veličinu grada. Iako je godinama izabiran bez protukandidata, iznenada gubi poziciju od sumještanke kojoj se zamjerio neostvarenim obećanjem.
Holling je potomak Luja XIV., ali prezire svoje pretke te ih naziva "aristokratskim smećem najgore vrste"; napustio je Kanadu kako bi pobjegao od srama na uspomene na njih te skratio svoje prezime iz de Vincœur. Kasnije spominje kako se u njegove pretke ubrajaju i hugenoti.
Holling svojeg oca, djeda i ostale muške pretke opisuje kao "ljudska stvorenja vrijedna prijezira" (jednog od njegovih predaka toliko su mrzili da se dan njegove smrti u Francuskoj i danas slavi kao praznik). Stoljeće star dnevnik otkriva da je Hollingov djed, nasukan u snježnoj oluji, pojeo djeda Ruth-Anne Miller. U drugoj epizodi iz Hollingovih se snova saznaje da je od ranog djetinjstva bio prisiljen služiti kao livrirani vozač svojem nasilnom ocu.
Često se spominje kako su muški Vincoeuri iznimno dugovječni. Hollingovi otac i djed živjeli su više od sto godina, a nijedan se nije ponovno ženio nakon što su im žene umrle mlade. S obzirom na takvu povijest, Holling oklijeva stupiti u brak jer, unatoč tome što je 40 godina stariji od Shelly, moguće je da ju nadživi za nekoliko desetljeća i proživi ostatak života slomljena srca.
U prvim sezonama Holling vjeruje kako nije sposoban začeti djecu zbog niskog broja spermija, ali se ta pretpostavka pokazuje netočnom nakon što saznaje za svoju srednjovječnu kćer. Tijekom kćerina posjeta saznaje se kako i ona posjeduje nečastan karakter loze Vincoeurovih, što zabrine Holling nakon što Shelly zatrudni. Shelly ga uvjerava kako on nije loša osoba te da je i ona dobra osoba i da će njihovo dijete biti u redu. Njihovo dijete je kćer Miranda, a u nadrealnoj epizodi tijekom zadnjih dana Shellyne trudnoće implicira se kako će ona i Holling kasnije dobiti sina, Jareda, iako on na kraju serije nije uvjeren da je to istina.

## Vanjske poveznice
- Holling Vincoeur u internetskoj bazi filmova IMDb-u